# Randjesbloemgalmug
De randjesbloemgalmug (Dasineura alpestris) is een muggensoort uit de familie van de galmuggen (Cecidomyiidae). De wetenschappelijke naam van de soort is voor het eerst geldig gepubliceerd in 1909 door Kieffer. Het gal dat ontstaat uit deze mug ontwikkelt zich op de scheefkelk (Arabis). Door het gal zwollen de bladbases op en trekken de bladeren naar elkaar toe, waardoor een dichte en vaak ook harige prop ontstaat. Er zijn verschillende generaties larven van de randjesbloemgalmug. De larven verpoppen zich in de zomer in de gal, terwijl de larven 's winters overwinteren onder de grond. Ze zijn roodgekleurd. Leden van de kruisbloemenfamilie (Brassicaceae) zijn waardplanten van de muggen.